# Центральный Сулавеси

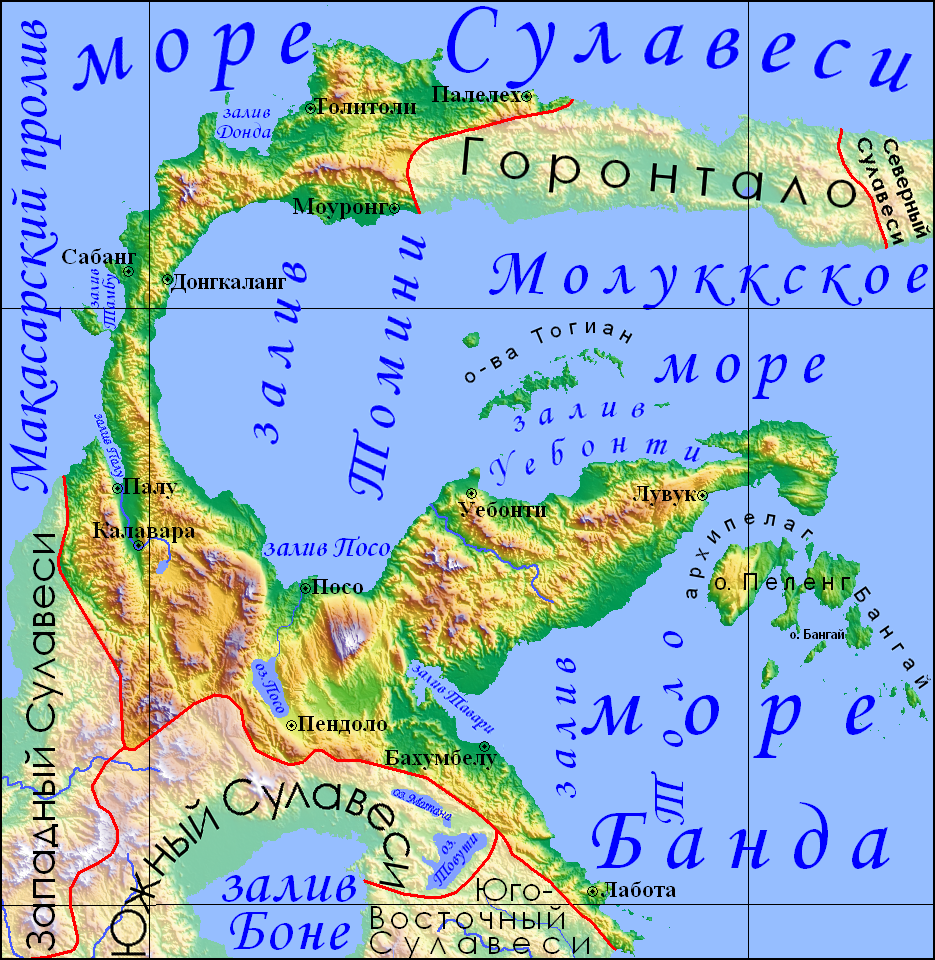
Физическая карта Центрального Сулавеси

Центральный Сулаве́си (индон. Sulawesi Tengah, также сокращённо Sulteng) — провинция в Индонезии, на острове Сулавеси. Провинция охватывает южную часть Северного полуострова, северо-восток Юго-Восточного полуострова, весь восточный полуостров, острова Тогиан и архипелаг Бангай.
Площадь 61 841 км². Население — 2 985 734 чел. (2020 год). Административный центр и единственный крупный город — Палу.

## Население и Религия
Преобладающая религия — ислам (63 %). Также население исповедует протестантизм (28 % — высший показатель в стране), католицизм (4 %) и местные традиционные верования.
Расчленённый рельеф провинции объясняет большое этническое разнообразие и незначительную плотность населения. Постоянная напряжённость, вызванная религиозной особенностью округа Посо, приводит к конфронтации разных групп населения острова.

## Административное деление
Провинция делится на 10 округов и муниципалитет Палу:
| №  | Округ                 | Административный центр | Площадь, км² | Население, чел. (2010) |
| -- | --------------------- | ---------------------- | ------------ | ---------------------- |
| 1  | Округ Острова Банггаи | Банггаи                | 3 160        | 171 685                |
| 2  | Округ Бангаи          | Лувук                  | 3 160        | 323 872                |
| 3  | Округ Буол            | Буол                   | 3 507        | 132 381                |
| 4  | Округ Донггала        | Банава                 | 10 472       | 277 236                |
| 5  | Округ Моровали        | Бунгку                 | 3 078        | 206 189                |
| 6  | Округ Париги-Моутонг  | Париги                 | 6 231        | 413 645                |
| 7  | Округ Посо            | Посо                   | 24 197       | 209 252                |
| 8  | Округ Тоджо-Уна-Уна   | Ампана                 | 5 726        | 137 880                |
| 9  | Округ Толи-Толи       | Толи-Толи              | 8 123        | 211 283                |
| 10 | Округ Сиги            | Сиги Биромару          | 5,196        | 214 700                |
| 11 | Палу (город)          |                        | 395          | 335 297                |
|    | Всего                 |                        |              | 2 633 420              |

## Экономика
Религиозная конфронтация и плохое транспортное сообщение делают Центральный Сулавеси самой экономически отсталой провинцией во всей Индонезии. Основа экономики — деревообрабатывающая промышленность. В сельском хозяйстве развито выращивание какао.